# Maár-Laza Bori
Maár-Laza Bori, születési nevén Laza Borbála (Dunaújváros, 1988. augusztus 10. –) meteorológus.

## Életpályája
Gyermekkorát Iváncsán töltötte; Dunaújvárosba járt középiskolába. Egyetemi tanulmányait az Eötvös Loránd Tudományegyetemen végezte. A HungaroControl Magyar Légiforgalmi Szolgálatnál meteorológus, illetve 2015. március 15-e óta az M1 napi aktuális csatorna egyik időjárás-jelentője.